# Twierdzenie Spernera
Twierdzenie Spernera – twierdzenie kombinatoryczne w ekstremalnej teorii zbiorów, określające maksymalną liczność rodziny zbiorów, w której żaden zbiór nie jest podzbiorem innego. Twierdzenie to zostało sformułowane przez niemieckiego matematyka Emanuela Spernera w 1928 roku.

## Twierdzenie
Rodzinę zbiorów skończonych, w której żaden zbiór nie jest zawarty w innym nazywa się rodziną Spernera. Rodzina Spernera stanowi antyłańcuch w uporządkowanym przez zawieranie {\displaystyle \subseteq } zbiorze potęgowym {\displaystyle {\mathcal {P}}(A)} pewnego skończonego zbioru {\displaystyle A.} Przykładem rodziny Spernera jest rodzina {\displaystyle {\mathcal {P}}_{k}(A)}wszystkich {\displaystyle k}-elementowych podzbiorów zbioru {\displaystyle A} dla pewnego {\displaystyle k\leqslant n=|A|,} której liczność wynosi {\displaystyle \textstyle {\binom {n}{k}}}. 
Zgodnie z twierdzeniem Spernera jeśli {\displaystyle {\mathcal {F}}} jest rodziną Spernera podzbiorów zbioru {\displaystyle n}-elementowego {\displaystyle A,} to
|  |  | {\displaystyle \|{\mathcal {F}}\|\leqslant {\binom {n}{\lfloor n/2\rfloor }}}. |

Równoważnie rodzina {\displaystyle {\mathcal {P}}_{\lfloor n/2\rfloor }(A)} jest antyłańcuchem w {\displaystyle ({\mathcal {P}}(A),\subseteq )} o maksymalnej liczbie elementów.

## Dowód[1]
Niech {\displaystyle {\mathcal {F}}=\{A_{1},A_{2},\dots ,A_{m}\}} będzie rodziną Spernera podzbiorów zbioru {\displaystyle n}-elementowego {\displaystyle A} i niech {\displaystyle a_{i}=|A_{i}|.} Wówczas nierówność Lubella-Yamamoto-Meshalkina daje
|  |  | {\displaystyle \sum _{i=1}^{m}{\frac {1}{\binom {n}{a_{i}}}}\leqslant 1}. |

Ponieważ współczynniki dwumianowe spełniają nierówność
|  |  | {\displaystyle {\binom {n}{k}}\leqslant {\binom {n}{\lfloor n/2\rfloor }}}, |

zachodzi
|  |  | {\displaystyle 1\geqslant \sum _{i=1}^{m}{\frac {1}{\binom {n}{a_{i}}}}\geqslant \sum _{i=1}^{m}{\frac {1}{\binom {n}{\lfloor n/2\rfloor }}}={\frac {m}{\binom {n}{\lfloor n/2\rfloor }}}}, |

co jest równoważne tezie lematu.

## Uogólnienia

### Wszystkie antyłańcuchy o maksymalnej mocy
W 1979 roku Lovász wskazał wszystkie rodziny Spernera podzbiorów zbioru {\displaystyle n}-elementowego {\displaystyle A} o maksymalnej liczności. Dla parzystych {\displaystyle n} taka rodzina jest unikalna i jest nią {\displaystyle {\mathcal {P}}_{n/2}(A).} Z kolei dla {\displaystyle n} nieparzystych są dwie takie rodziny – {\displaystyle {\mathcal {P}}_{\lfloor n/2\rfloor }(A)} oraz {\displaystyle {\mathcal {P}}_{\lceil n/2\rceil }(A)}.

### Uogólnienie Bollobása (1965)
Niech podzbiory {\displaystyle A_{1},A_{2},\dots ,A_{m}} oraz {\displaystyle B_{1},B_{2},\dots ,B_{m}} zbioru {\displaystyle n}-elementowego {\displaystyle A} spełniają warunek {\displaystyle A_{i}\cap B_{j}=\varnothing } wtedy i tylko wtedy, gdy {\displaystyle i=j.} Wówczas liczby {\displaystyle a_{i}=|A_{i}|} oraz {\displaystyle b_{i}=|B_{i}|} spełniają nierówność
|  |  | {\displaystyle \sum _{i=1}^{m}{\frac {1}{\binom {a_{i}+b_{i}}{a_{i}}}}\leqslant 1}. |

Twierdzenie Spernera otrzymamy, przyjmując {\displaystyle B_{i}=A\setminus A_{i}}.

### Uogólnienie Erdősa (1945)
Niech {\displaystyle {\mathcal {F}}} będzie rodziną podzbiorów zbioru {\displaystyle n}-elementowego {\displaystyle A.} Jeśli nie istnieją różne zbiory {\displaystyle A_{0},A_{1},\dots ,A_{r}\in {\mathcal {F}},} dla których {\displaystyle A_{0}\subseteq A_{1}\subseteq \dots \subseteq A_{r},} to moc rodziny {\displaystyle {\mathcal {F}}} jest nie większa od sumy {\displaystyle r} największych współczynników dwumianowych {\displaystyle \textstyle {\binom {n}{k}}}. Twierdzenie Spernera stanowi tu przypadek {\displaystyle r=1.}